# Pont-à-Marcq
Pont-à-Marcq is een gemeente in het Franse Noorderdepartement (Frans: département du Nord) (regio Hauts-de-France). De gemeente telde op 1 januari 2022 3.054 en maakt deel uit van het arrondissement Rijsel.

## Geschiedenis
Pont-à-Marcq lag in het graafschap Vlaanderen en ontleent zijn naam aan de brug over het riviertje de Marque op de weg van Rijsel naar Douai.

## Bezienswaardigheden
- De Église Saint-Quentin
- Op de gemeentelijke begraafplaats van Pont-à-Marcq bevindt zich een Brits oorlogsgraf uit de Tweede Wereldoorlog.

## Geografie
De oppervlakte van Pont-à-Marcq bedroeg op 1 januari 2022 2,22 vierkante kilometer; de bevolkingsdichtheid was toen 1.375,7 inwoners per km².

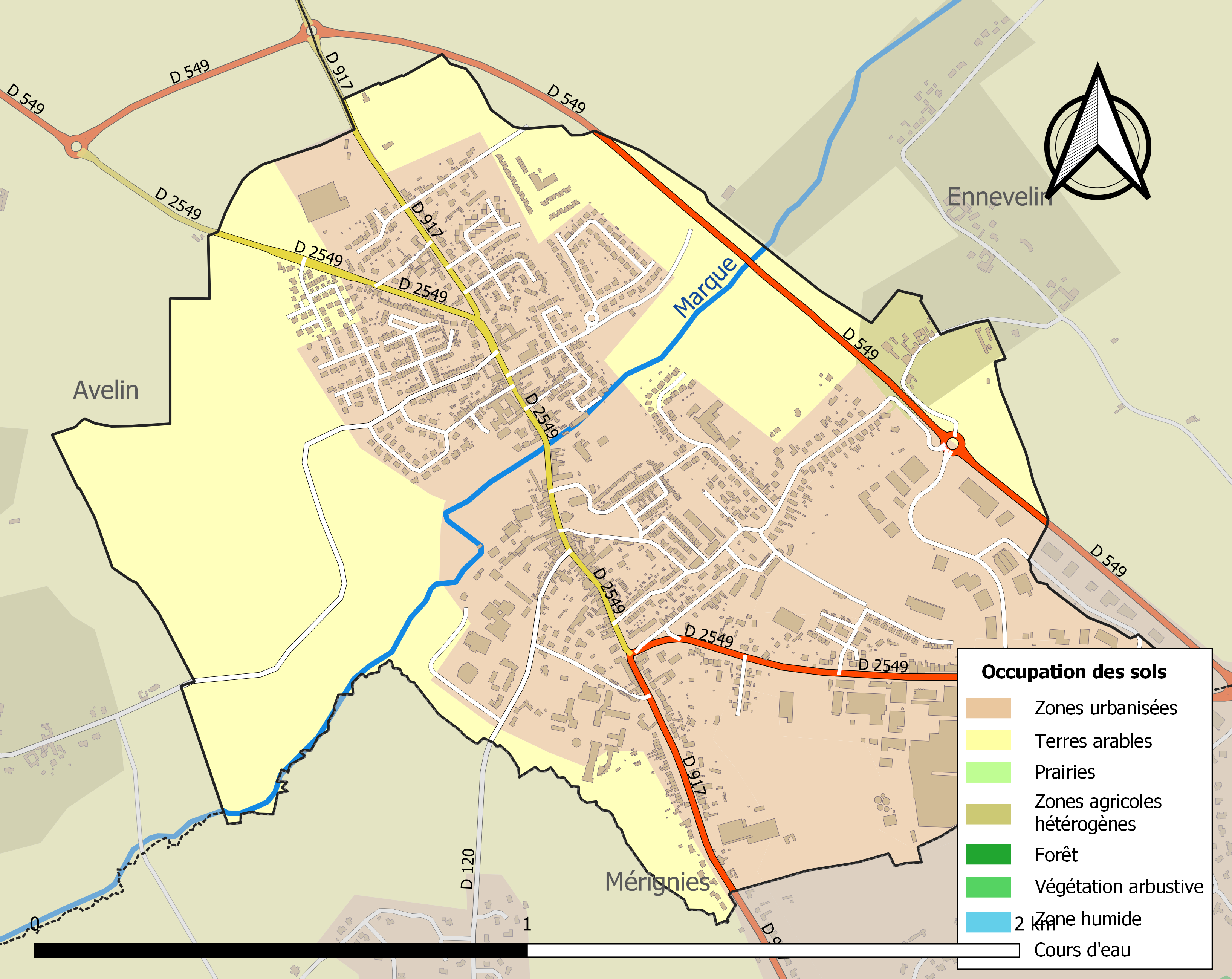
Kaart van de gemeente met belangrijkste infrastructuur, bodemgebruik en omliggende gemeenten

## Demografie
Onderstaande figuur toont het verloop van het inwonertal (bron: INSEE-tellingen).